# 美川駅

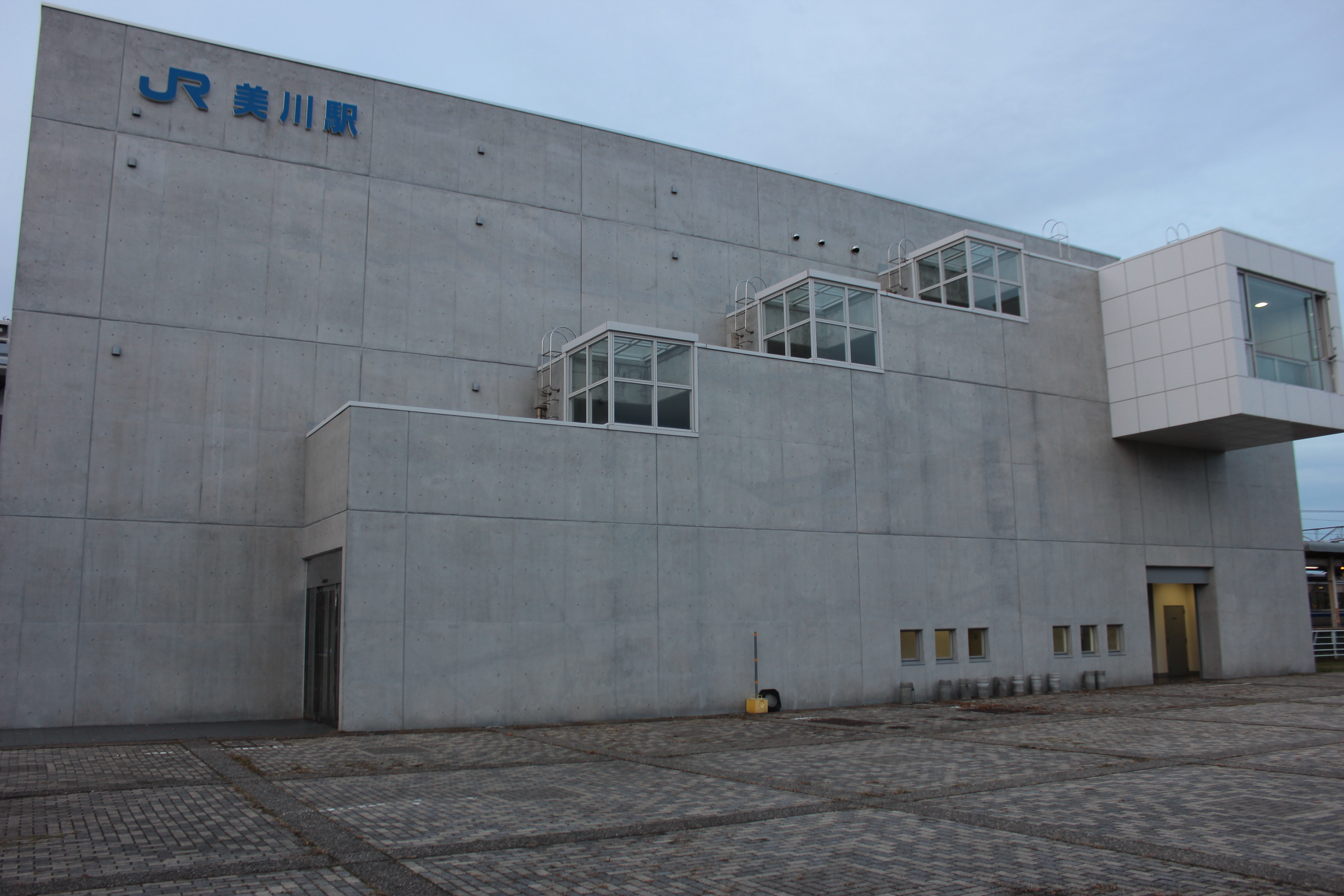
白山広場側（2021年3月）

美川駅（みかわえき）は、石川県白山市美川中町にある、IRいしかわ鉄道線の駅である。

## 歴史
- 1897年（明治30年）10月：初代駅舎建設[4][5]。
- 1898年（明治31年）4月1日：官設鉄道北陸線の小松駅 - 金沢駅間延伸により開業（一般駅）[2]。
- 1909年（明治42年）10月12日：線路名称制定、北陸本線所属駅となる。
- 1981年（昭和56年）11月20日：貨物の取扱を廃止（旅客駅となる）[6]。
- 1985年（昭和60年）3月14日：荷物の取扱を廃止[6]。
- 1987年（昭和62年）4月1日：国鉄分割民営化により、西日本旅客鉄道（JR西日本）の駅となる[6]。
- 1994年（平成6年）5月：駅舎改築工事に着手[4]。
- 1995年（平成7年）
  - 3月15日：橋上駅舎化（2代目駅舎）[4][7][8]。
  - 6月4日：駅併設のコミュニティプラザ、および駅前広場が完成[9]。
- 2001年（平成13年）4月：駅業務の委託化を開始[10]。
- 2007年（平成19年）4月1日：白山市コミュニティバス『めぐーる』が運行開始。
- 2017年（平成29年）4月15日：ICカード「ICOCA」の利用が可能となる[11][12][13][14][15]。
- 2022年（令和4年）
  - 6月30日：みどりの窓口の営業を終了[16][17]。
  - 7月1日：終日無人化[3][17][要出典]。
- 2024年（令和6年）3月16日：北陸新幹線 金沢駅 - 敦賀駅延伸開業に伴い、IRいしかわ鉄道の駅になる。

## 駅構造

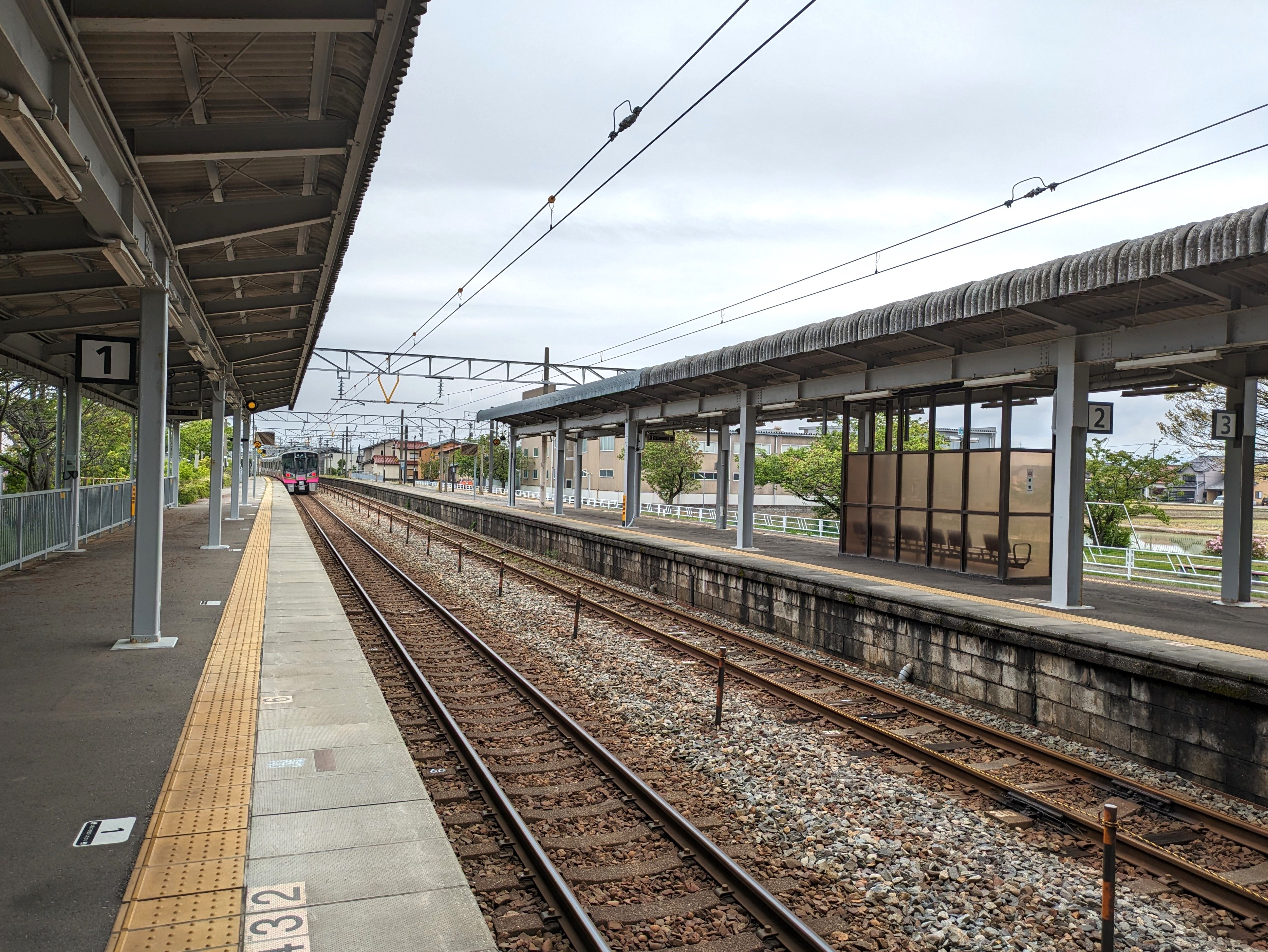
ホーム（2024年4月）

単式ホーム1面1線、島式ホーム1面2線、計2面3線のホームを有する地上駅。1番のりばが単式、2・3番のりばが島式である。自由通路とコミュニティープラザを併設した橋上駅舎を持つ。橋上駅舎化前は駅北側に駅舎があった。また、改札・自由通路がある2階には飲食店「美川37（みんな）Cafe」が併設されている。また、手取川寄りの駅西側には側線が設けられている。
小松駅が管理する無人駅。なお、改札内はバリアフリーには対応しておらず、改札内とのりばの間はエレベーターが設置されておらず階段のみで結ばれている。

### のりば
| のりば | 路線              | 方向 | 行先           | 備考          |
| ------ | ----------------- | ---- | -------------- | ------------- |
| 1      | ■IRいしかわ鉄道線 | 下り | 金沢方面       | 一部2番のりば |
| 2・3   | ■IRいしかわ鉄道線 | 上り | 小松・福井方面 |               |

付記事項
- ホーム上では長らくのりば番号が設定されていなかったが、2018年までに設定された。
- 列車運転指令上では、1番のりばが「下り本線」、2番のりばが「中線」、3番のりばが「上り本線」とされている。原則として1番・3番のりばを使用し、2番のりばは特急の通過待ち[1]や金沢方面からの折返し列車の発着に使われる。
- 普通列車のみが停車する。また平日に限り、金沢駅と当駅を結ぶ区間列車が2本（当駅止まりは1本）設定されている（2021年時点）。

## 利用状況
2019年（令和元年）度の1日平均乗車人員は907人である。
「石川県統計書」および「白山市統計書」によると、近年の1日平均乗車人員の推移は以下のとおりである。
| 年度   | 1日平均 乗車人員 | 出典       |
| ------ | ---------------- | ---------- |
| 2000年 | 1,023            | [ 統計 2 ] |
| 2001年 | 1,026            | [ 統計 2 ] |
| 2002年 | 966              | [ 統計 2 ] |
| 2003年 | 958              | [ 統計 2 ] |
| 2004年 | 928              | [ 統計 2 ] |
| 2005年 | 890              | [ 統計 3 ] |
| 2006年 | 856              | [ 統計 3 ] |
| 2007年 | 832              | [ 統計 3 ] |
| 2008年 | 849              | [ 統計 3 ] |
| 2009年 | 816              | [ 統計 3 ] |
| 2010年 | 810              | [ 統計 4 ] |
| 2011年 | 812              | [ 統計 4 ] |
| 2012年 | 793              | [ 統計 4 ] |
| 2013年 | 807              | [ 統計 4 ] |
| 2014年 | 795              | [ 統計 4 ] |
| 2015年 | 840              | [ 統計 5 ] |
| 2016年 | 860              | [ 統計 5 ] |
| 2017年 | 893              | [ 統計 5 ] |
| 2018年 | 913              | [ 統計 5 ] |
| 2019年 | 907              | [ 統計 1 ] |

## 駅周辺

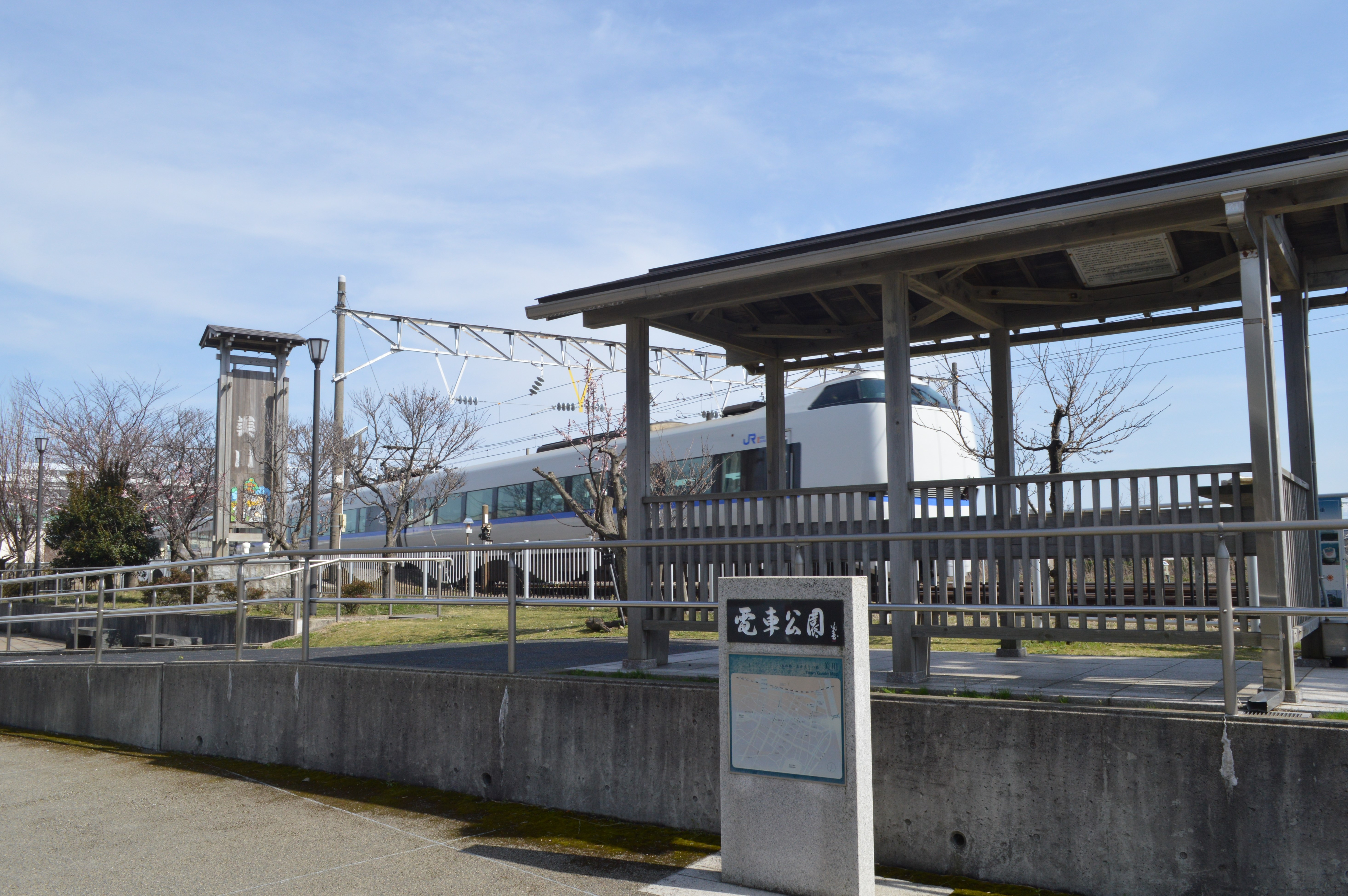
美川電車公園（2021年3月）

駅の表口側（北側）は日本海広場、裏口（南側）側は白山広場と名づけられている。北口には1995年に川崎清監修による高さ約12mの大型モニュメントが設置されたが、維持管理などの問題から陸橋と螺旋階段の塔だけを残して解体されることとなり、2014年春までに短時間利用限定の駐車場が整備されることとなった。陸橋と螺旋階段は2020年に解体されている。北口の西には美川電車公園が整備されている。
- 美川郵便局
- 白山市立美川小学校
- 白山市立美川中学校
- 美川総合スポーツセンター
- 美川温泉
- 手取川
- 白山市役所美川支所
- 白山市立美川図書館
- 石川ルーツ交流館
- 美川電車公園
- 白山美川伏流水群

## 隣の駅
IRいしかわ鉄道
■IRいしかわ鉄道線
■快速
通過
■普通
小舞子駅 - 美川駅 - 加賀笠間駅

### 記事本文

### 利用状況
1. 1 2  “令和元年石川県統計書” (PDF).   石川県. p. 104 (2021年3月). 2021年4月12日閲覧。
2. 1 2 3 4 5  “平成17年度版 白山市統計書 JR乗車人員（1日平均）” (PDF).   白山市企画振興部企画課 (2022年2月9日). 2022年3月28日閲覧。
3. 1 2 3 4 5  “平成22年度版 白山市統計書 JR乗車人員（1日平均）” (PDF).   白山市企画振興部企画課 (2022年2月9日). 2022年3月28日閲覧。
4. 1 2 3 4 5  “平成27年度版 白山市統計書 JR乗車人員（1日平均）” (PDF).   白山市企画振興部企画課 (2022年2月9日). 2022年3月28日閲覧。
5. 1 2 3 4  “令和元年度版 白山市統計書 JR乗車人員（1日平均）” (PDF).   白山市企画振興部企画課 (2022年2月9日). 2022年3月28日閲覧。